# La historia de la familia Fairchild

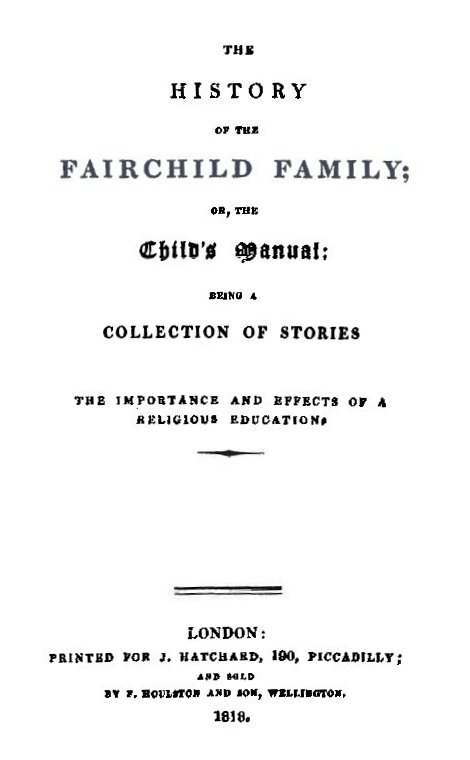
Parte I La Historia de la Familia Fairchild.

La Historia de la Familia Fairchild por Mary Martha Sherwood fue una de las mejores series de literatura infantil en el siglo XIX del Reino Unido. Los tres volúmenes, publicados en 1818, 1842 y 1847, relatan la vida de los pequeños Fairchild. La primera parte fue impresa durante más de un siglo; la historia se centra en Emily, Lucy y Henry en la realización de su "depravación humana" (pecado original) y de su necesidad consiguiente de la redención; los volúmenes II y III ponen el énfasis en lecciones más mundanas, tales como la etiqueta y el consumismo virtuoso.
Durante el siglo XIX, la familia Fairchild fue reconocida por su realismo infantil y por su humor, pero el libro de Sherwood cayó en favor a medida que la Gran Bretaña se volvió cada vez más secularizada y nuevas modas en la literatura infantil llegaron a dominar la escena literaria, representados en trabajos como Las aventuras de Alicia en el país de las maravillas de Lewis Carroll . En el siglo XXI los libros han sido vistos la mayoría de las veces como ejemplos de la quintaesencia del estilo didáctico de la escritura para niños, popular antes de Alicia.

## Publicación de la historia
Sherwood publicó la primera parte de La Familia Fairchild en 1818 con el patrocinio de John Hatchard en Piccadilly, con lo que se aseguraba la "distinción social". Hatchard estuvo asociado con la secta evangélica Clapham, que incluía a Hannah More, y cuyos miembros eran ricos hombres de negocios, gentry y miembros del parlamento. El libro fue abrumadoramente popular, siendo impreso hasta finales de 1913. Urgida por sus lectores, su impresor y su propio deseo de capitalizar parte del éxito, Sherwood publicó las partes II y III en 1842 y 1847, respectivamente.

## Estructura textual

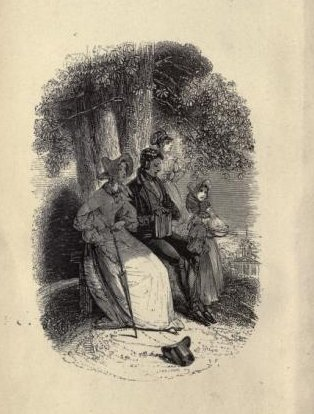
Portada de una reimpresión de la Familia Fairchild en 1853.

La parte I de la Familia Fairchild narra la historia de una familia luchando por la piedad y consiste en una serie de lecciones impartidas por el Sr. y la Sra. Fairchild a sus tres hijos (Emily, Lucy y Henry) no sólo respecto a la correcta orientación de sus almas hacia el cielo, sino también la moral terrenal adecuada (la envidia, la codicia, la mentira, la desobediencia, y las peleas, por ejemplo, son inmorales). El texto incorpora una serie de historias en una descripción general con el fin de ilustrar estas lecciones morales. Las historias de las muertes de dos niños del vecindario, Charles Trueman y Miss Augusta Noble, por ejemplo, ayudan a los niños Fairchild a comprender cómo y por qué tienen que preparar sus propios corazones para la salvación. El fiel y "verdadero" Charles tiene una experiencia trascendente en el lecho de muerte (al igual que Little Nell en La tienda de antigüedades de Charles Dickens (1840-1841)), sugierendo que él se salva; por el contrario, la imprudente y desobediente Augusta, que juega con velas, muere quemada y es presumiblemente condenada.
Las partes II y III tienen una estructura similar; una narrativa profunda de la familia Fairchild se entremezcla con cuentos morales insertados. Ambas partes son perceptiblemente menos evangélicas que la parte I. La parte II comienza con el reconocimiento de los padres Fairchild de que sus niños tienen "una nueva naturaleza divina, que trabaja contra sus naturalezas malvadas, causando que sepan cuando han hecho algo malo, y haciéndoles verdaderamente y profundamente apenados cuando han cometido un pecado". Emily, Lucy y Henry finalmente han aprendido a disciplinar sus propias almas. Las partes II y III se enfocan aún en mayor grado en la buena crianza, la consumición virtuosa y el deber a los pobres que en la parte I. Una de las lecciones más importantes que los niños aprenden, por ejemplo, es el respeto a los ancianos. Por otra parte, el cadalso al cual los niños habían sido llevados para observar un cadáver en descomposición y ser instruidos con respecto a los peligros espirituales de la rivalidad entre hermanos en la parte I, ha desaparecido en la parte II; Henry y su padre caminan por el lugar donde solía estar y notan su ausencia.
En los tres libros, plegarias e himnos temáticamente relevantes de autores como Philip Doddridge, Isaac Watts, Charles Wesley, Guillermo Cowper y Ann y Jane Taylor siguen a cada capítulo.

## Temas

### Evangelismo
El tema que domina el La Historia de la Familia Fairchild es el evangélico, la necesidad de reconocer su “depravación natural” y de prepararse para la eternidad. En este volumen, las lecciones más importantes de la vida son “fe, dimisión, y obediencia implícita a la voluntad del dios. Sherwood articula esta teología en las primeras páginas del libro:

Sr. y Sra. Fairchild amando y temiendo a Dios, y lo han hecho, por la misericordia de Dios, desde sus días de jóvenes. Ellos sabían que sus corazones eran muy malos, y que no se ha podido guardar por cualquier cosa buena que podía hacer: por el contrario, que fueron provistos por la naturaleza sólo para el castigo eterno: pero que creen en el Señor Jesucristo, y ser queridos por haber muerto para ellos, y que sabían que guardarlos, ya que guarda todos aquellos que confían en él.

El libro anima a sus lectores a adoptar estas creencias no sólo a través de sus historias, sino también a través de sus oraciones:

Escuche, por lo tanto, mi oración, oh Señor, y envía tu Espíritu Santo a derrocar a mí la maldad de mi propio corazón, que yo me odio a mí mismo, y saber que, a mi me había desiertos, ahora debo estar viviendo con el diablo en el infierno.[sic]

Pero, a diferencia de sus anteriores literaturas alegóricas con estos temas, tales como John Bunyan El progreso del peregrino (1678), Sherwood domesticó su historia con todas las acciones de los niños el día a día la vida son de suma importancia porque se refieren directamente a su salvación. Emily, por ejemplo, sucumbe a la tentación de comer ciruelas prohibidas: "no estaba buscando los ojos en ella, pero los ojos de Dios, que ve cada cosa que hacemos, y sabe incluso los pensamientos secretos del corazón, pero Emily , justo en ese momento, no pensaba en Dios".
Como estudioso Nancy argumenta, "la primera gran metáfora de todos los [Sherwood] en el trabajo es la representación de la orden divina por la armoniosa relación familiar (en conjunto, inevitablemente, su propia pastoral Eden)... la escritora no hizo más claro a su los lectores de que el niño que es obediente dentro de su familia la cual ha sido bendecida en los ojos de Dios, o hizo hincapié en que más firmemente los lazos familiares no son sino el terrestre y el final visible de un vínculo espiritual funcionamiento hasta el trono de Dios". Esto queda claro cuando los Fairchild Padres imponen su autoridad:
Aunque usted es un niño pequeño, usted debe decirme a mí mis pecados, y sus deseos [sic] el camino por el cual sólo es posible es la esperanza para superarlos: cuando son mayores, yo y tu papá nos retiramos de ti, entonces tu debes decirle todos tus pecados a Dios.
La literatura infantil de la estudiosa Patricia Demers se ha referido a esta obra entre la familia y lo divino como el elemento romántico en la escritura de Sherwood, con el argumento de que sus "personajes" en el celo de la búsqueda y la definición de un hogar terrenal impulsa su casi automático anhelo de un hogar celestial. Sherwood es la consciente visión doble, la eterna luz en el medio natural y lo sublime en lo cotidiano".
Las tres partes de La Familia Fairchild "enseñan la experiencia personal de resistencia, confianza en la providencia, y la aceptación de un estado de la tierra". Haciendo hincapié en la experiencia individual y de una relación personal con Dios, que desalentó a los lectores en la atribución de sus éxitos o fracasos a los "más grandes de las fuerzas económicas y políticas".

### Victorianismo
Las partes II y III reflejan la evolución de los valores, así como los de la Época Victoriana. Significativamente, los sirvientes en la Parte I, "que son casi como parte de la familia, son dejados a un lado en la parte III por sus amos, haladores homólogos son los que encuentran de multa en casa-casa." El segundo volumen abarca un esquema de cada una de las funciones del sexo. En la Parte I, y Lucy y Emily aprender a coser y a mantener la casa, mientras que Henry tiende el jardín y aprende latín, pero en la parte II, Henry en la participación de un rodeo se raspa y deja suelto a un toro mientras que las chicas se centran intensamente sobre la manera de hacer las compras en un económica pero justa la moda. La amplia temática cambia en la serie, sin embargo, fue la desaparición de su estridente evangelismo. Considerando que todas las lecciones en la Parte I ponen de relieve a los niños en el tema de la "depravación humana" y alentan al lector a pensar en términos del más allá, en las partes II y III, la Época Victoria y otros valores como el "respeto" y la obediencia son el tema principal. La literatura infantil del estudioso Janis Dawson describe la diferencia entre los términos de la indulgencia de sus padres, en las partes II y III, ya que los padres Fairchild emplean tácticas disciplinarias más suaves que en la Parte I.

## Recepción y legado

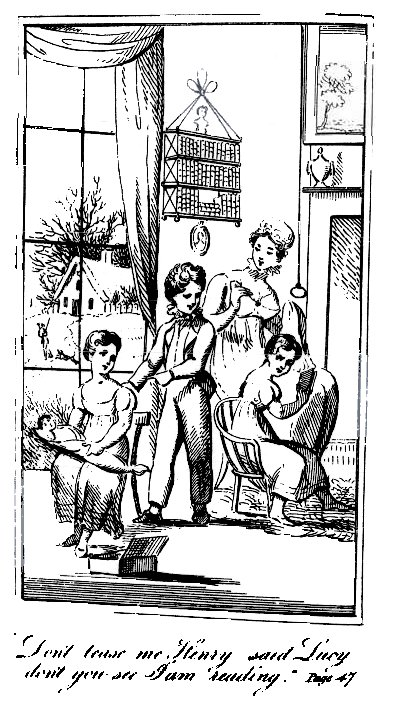
Grabado del Volumen II de La Familia Fairchild.

La Familia Fairchild sigue siendo un gran éxito a pesar de la cada vez más popular Wordsworthiana imagen de la inocente niñez y sentimental pintura de la infancia en la novelas como las de Charles Dickens Oliver Twist (1838). De hecho, un lector ha sugerido incluso que "Dickens influyó en la representación de los temores del convicto, el patíbulo y «el horrible hombre joven en la clausura del Capítulo 1" en Grandes esperanzas (1860–61). La literatura infantil de Gillian Avery ha afirmado que La Familia Fairchild "en la mayor parte de la niñez del Reino Unido como Alice ya son adolescentes". En fecha tan tardía como la de 1900, Lord Frederic Hamilton afirma que asistió a una fiesta en la que cada uno de sus invitados vestía como un personaje del libro. A pesar de que el libro era popular, algunos trozos de las pruebas han sobrevivido a lo que sugiere que los lectores no siempre se interpretaban como Sherwood hubiera deseado. Señor Hamilton escribe, por ejemplo, que "hay mucha información sobre cómo comer y beber; uno siempre puede saltar las oraciones, y había tres o cuatro muy bien escritas sobre el comportamiento en un funeral."
Cuando la serie se reeditó más tarde en el siglo, el libro se vio claramente dañado, a menudo el Sr. Fairchild y sus sermones fueron retirados de la Parte I y la frase "depravación humana" fue sustituida con la palabra "travesuras". Muchos de los cambios también sirvieron para subrayar aún más la autoridad de los padres: "como el marco religioso fue eliminado o debilitado, el padre se convirtió en la máxima autoridad, y el culto victoriano de la familia se vio reforzado de manera que la Sra. Sherwood nunca tuvo la autoridad o intención".

Aunque la familia Fairchild ganó reputación en el siglo XX como una opresiva didáctica del libro, a principios del siglo XIX fue visto deliciosamente realista. A menudo se describe como humorístico y Charlotte Yonge (1823-1901), una crítica que escribió también sobre literatura infantil, elogió "el entusiasmo con que [Sherwood] mora sobre las nuevas muñecas" y "absolutamente las sensacionales travesuras" de los niños. Si bien en el siglo XX los críticos han tendido a ver la historia como dura (John Rowe Townsend la describió como "indeciblemente cruel"), a menudo refiriéndose a los Fairchild la visita al patíbulo, punto que otros alegan que la representación positiva de la familia nuclear en el texto, en particular, el énfasis de Sherwood a los padres la responsabilidad de para educar a sus propios hijos, fue una parte importante de la apelación del libro. El sostiene que Sherwood da la "influencia", a través de libros tales como la familia fairchild", a los nacionales del patrón victoriano les da vida difícilmente que puede ser sobreestimado."